# Île AZ
 (décembre 2016).
Pour les articles homonymes, voir AZ.
L'île AZ est un projet d'île flottante inspiré du roman L'Île à hélice de Jules Verne et développé par l'architecte français Jean-Philippe Zoppini en collaboration avec les bureaux d'étude de la branche construction navale du groupe Alstom à la fin des années 1990.

## Un paquebot de luxe géant
L'île AZ (A pour Alstom et Z pour Zoppini) est en fait une construction navale à une échelle encore jamais tentée. Il s'agirait d'un paquebot de luxe prenant la forme d'une petite ville s'étendant sur une surface de 10 ha et pouvant accueillir jusqu'à 10 000 personnes, le tout naviguant à une vitesse de 10 nœuds. Le projet a été évalué, lors de sa publication, à environ 2,5 milliards d'Euros soit un prix au mètre carré bien moindre que les paquebots de luxe actuellement construits par des sociétés comme STX Europe (ex-Alstom Marine).
Le projet initialement proposé par l'architecte Zoppini était deux fois moins grand mais la direction d'Alstom souhaitait un projet beaucoup plus grand. Les images rendues publiques à la fin des années 1990 montrent ainsi un navire de 300 m de large sur 400 m de long comprenant des hôtels culminant à 78 m de haut. L'île comprendrait des plages et une marina en plus des équipements "classiques" des navires de croisière de luxe.

## Un projet jugé irréalisable
Peu de temps après avoir été rendu public, le projet est abandonné car jugé irréalisable. En effet, le coût de la construction, même s'il reste relativement envisageable, serait très élevé. De plus, aucun bassin n'est actuellement assez grand dans le monde pour pouvoir assembler une telle construction et aucun port ne pourrait l'accueillir. Enfin, Alstom s'étant séparé des Chantiers de l'Atlantique, sa filiale de construction navale, en 2006 au profit de la société Aker Yards, le groupe français n'a plus d'intérêt à voir ce projet aboutir, l'idée ayant été développée afin de fournir une commande conséquente à ses chantiers.

## Un projet ressorti des cartons
À la fin de l'année 2007, le projet de l'île AZ est remis au goût du jour par la société Aker Yards à travers le directeur général des ex-Chantiers de l'Atlantique, Jacques Hardelay. Jean-Philippe Zoppini indique qu'un client serait intéressé par ce projet mais qu'il ne pourrait être envisagé avant 2015 ou 2016.
Cependant, depuis le rachat de Aker Yards par la société coréenne STX Offshore & Shipbuilding (Aker Yards devenant ainsi une filiale renommée STX Europe et les chantiers de Saint-Nazaire prenant le nom de STX France), le projet semble avoir été à nouveau abandonné.